# Barra (insecto)
Barra es un género de coleópteros de la familia Anthribidae.

## Especies
Contiene las siguientes especies:
- Barra gounellei Jordan, 1904